# Wan Zack Haikal
Wan Zack Haikal (Pahang, 1991. január 28. –) maláj válogatott labdarúgó.

## Nemzeti válogatott
A maláj válogatottban 25 mérkőzést játszott.

## Statisztika
| Maláj válogatott | Maláj válogatott | Maláj válogatott |
| Időszak          | Mérk.            | gól              |
| ---------------- | ---------------- | ---------------- |
| 2012             | 9                | 3                |
| 2013             | 1                | 0                |
| 2014             | 0                | 0                |
| 2015             | 6                | 0                |
| 2016             | 3                | 0                |
| 2017             | 6                | 0                |
| Összesen         | 25               | 3                |